# Molleville
Molleville  est une commune française située dans le nord-ouest du département de l'Aude, en région Occitanie.
Sur le plan historique et culturel, la commune fait partie du Lauragais, l'ancien « Pays de Cocagne », lié à la fois à la culture du pastel et à l’abondance des productions, et de « grenier à blé du Languedoc ». Exposée à un climat océanique altéré, elle est drainée par la Ganguise, le ruisseau de Labexen et par deux autres cours d'eau. La commune possède un patrimoine naturel remarquable : un site Natura 2000 (le « piège et collines du Lauragais ») et une zone naturelle d'intérêt écologique, faunistique et floristique.
Molleville est une commune rurale qui compte 136 habitants en 2022, après avoir connu une forte hausse de la population depuis 1975. Elle fait partie de l'aire d'attraction de Toulouse. Ses habitants sont appelés les Molavilais et Molavilaises.

## Géographie

### Communes limitrophes
Les communes limitrophes sont  Baraigne, Belflou, Cumiès et Mas-Saintes-Puelles.
|         | Baraigne   |                     |
| Belflou | Molleville | Mas-Saintes-Puelles |
|         | Cumiès     |                     |

### Hydrographie
La commune est dans le bassin de la Garonne, au sein du bassin hydrographique Adour-Garonne. Elle est drainée par la Ganguise et le ruisseau de Labexen et par deux petits cours d'eau, qui constituent un réseau hydrographique de 4 km de longueur totale,.
La Ganguise, d'une longueur totale de 16,7 km, prend sa source dans la commune de Villeneuve-la-Comptal et s'écoule du sud-est vers le nord-ouest. Elle traverse la commune et se jette dans l'Hers-Mort à Beauteville, après avoir traversé 10 communes.

### Climat
Pour des articles plus généraux, voir Climat de l'Occitanie et Climat de l'Aude.
En 2010, le climat de la commune est de type climat du Bassin du Sud-Ouest, selon une étude s'appuyant sur une série de données couvrant la période 1971-2000. En 2020, Météo-France publie une typologie des climats de la France métropolitaine dans laquelle la commune est exposée à un climat océanique altéré et est dans la région climatique Aquitaine, Gascogne, caractérisée par une pluviométrie abondante au printemps, modérée en automne, un faible ensoleillement au printemps, un été chaud (19,5 °C), des vents faibles, des brouillards fréquents en automne et en hiver et des orages fréquents en été (15 à 20 jours).
Pour la période 1971-2000, la température annuelle moyenne est de 13 °C, avec  une amplitude thermique annuelle de 15,8 °C. Le cumul annuel moyen de précipitations est de 816 mm, avec 10 jours de précipitations en janvier et 5,4 jours en juillet. Pour la période 1991-2020 la température moyenne annuelle observée sur la station météorologique la plus proche, située sur la commune de Montferrand à 6 km à vol d'oiseau, est de 13,7 °C et le cumul annuel moyen de précipitations est de 758,8 mm,. Pour l'avenir, les paramètres climatiques de la commune estimés pour 2050 selon différents scénarios d’émission de gaz à effet de serre sont consultables sur un site dédié publié par Météo-France en novembre 2022.

### Paysages

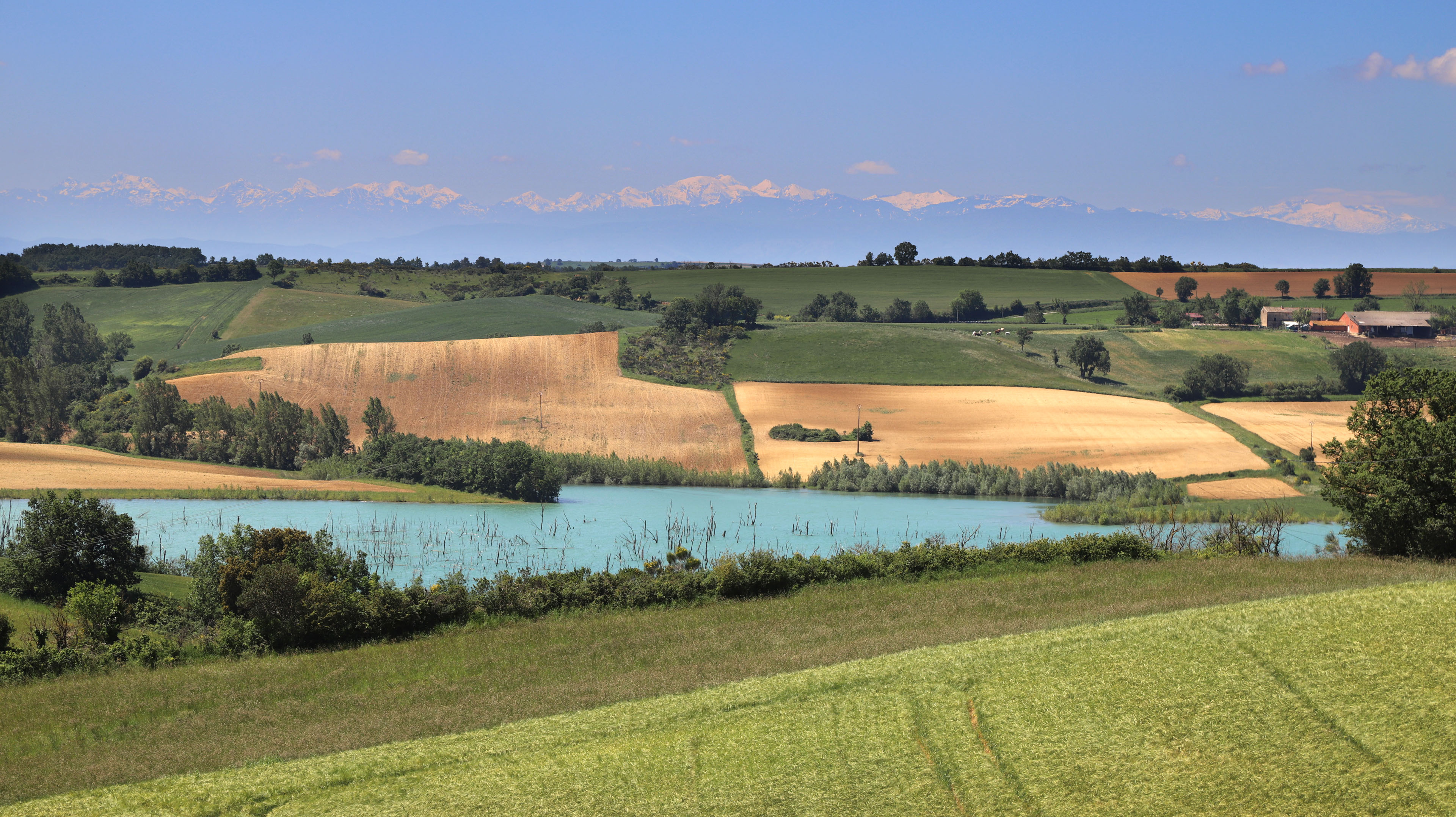
Lac de la Ganguise et Pyrénées vus depuis Molleville.
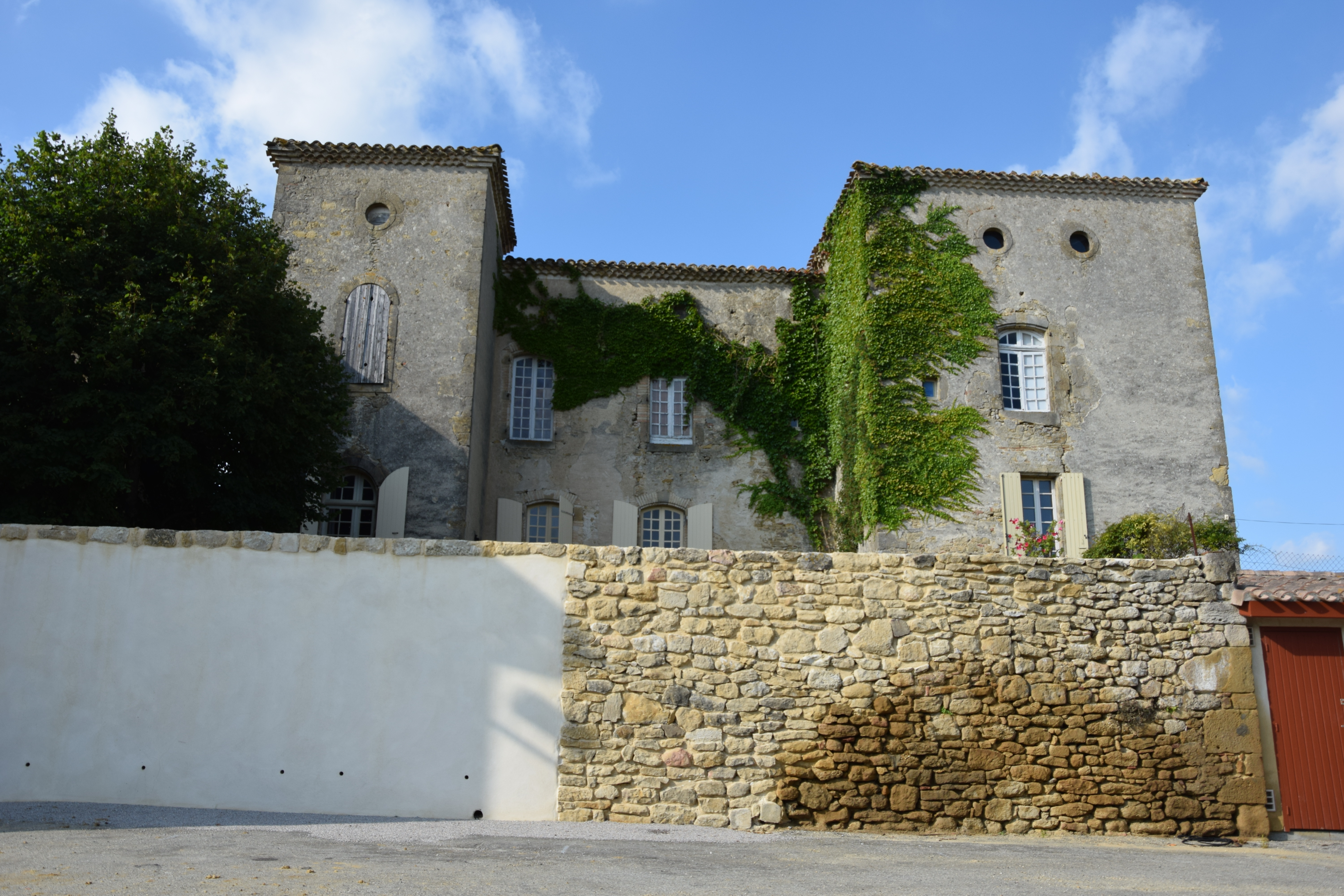
Le château.
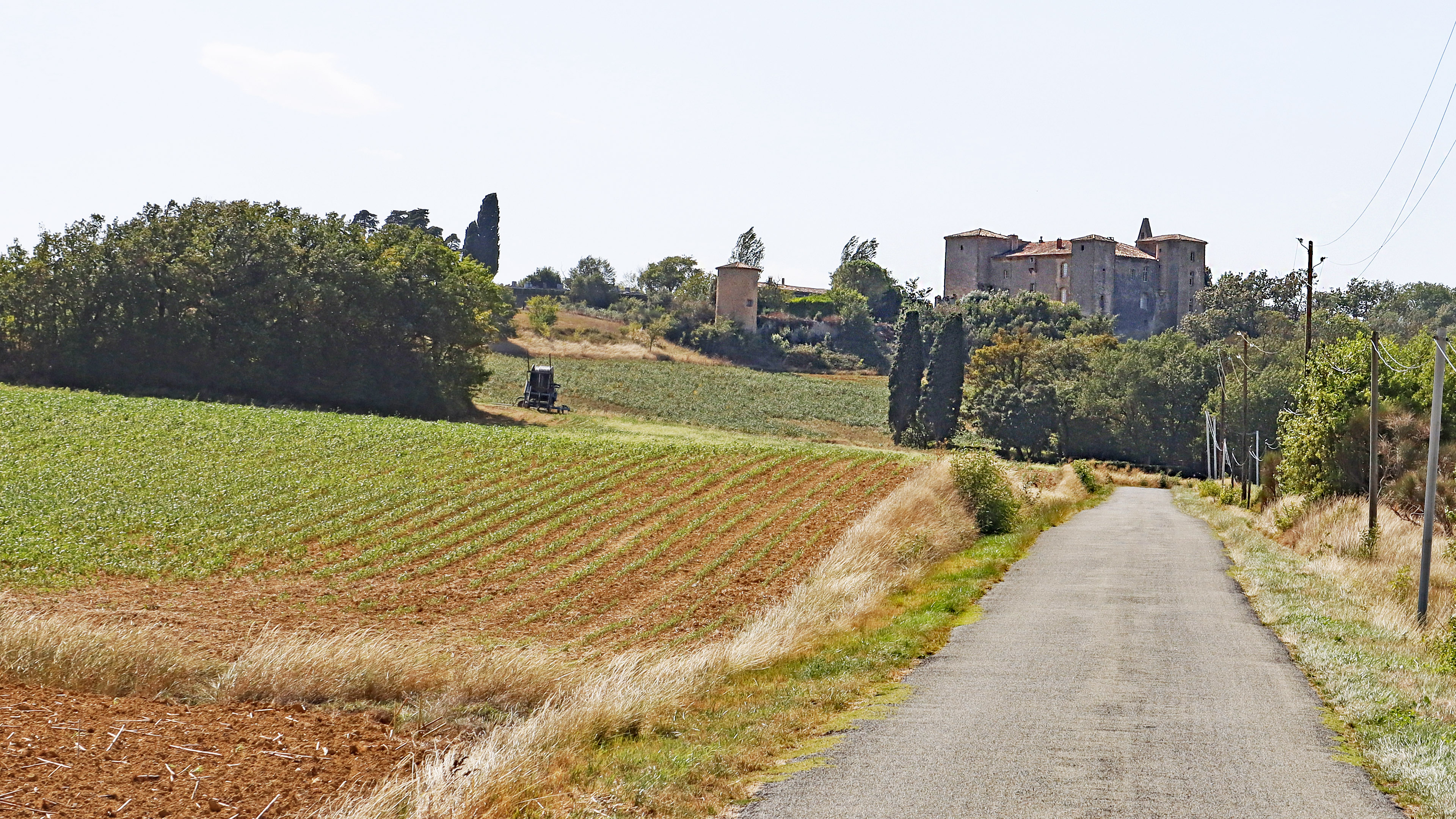
Le château vu de l'est.

### Milieux naturels et biodiversité

#### Réseau Natura 2000

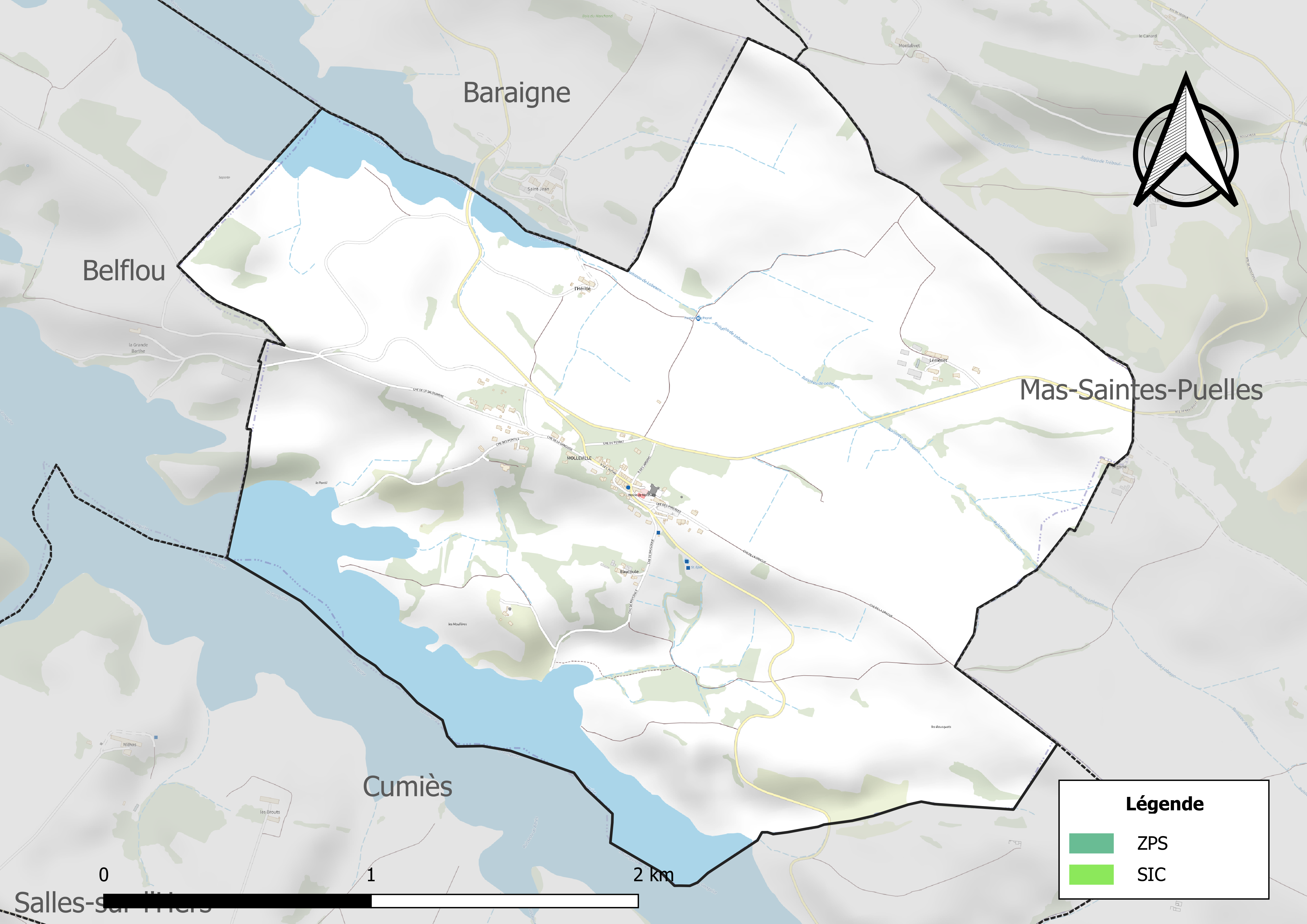
Sites Natura 2000 sur le territoire communal.

Le réseau Natura 2000 est un réseau écologique européen de sites naturels d'intérêt écologique élaboré à partir des directives habitats et oiseaux, constitué de zones spéciales de conservation (ZSC) et de zones de protection spéciale (ZPS).
Un site Natura 2000 a été défini sur la commune au titre  de la directive oiseaux : le « piège et collines du Lauragais », d'une superficie de 31 216 ha, ayant une position de transition entre la Montagne Noire et les premiers contreforts pyrénéens. On y voit donc régulièrement des espèces à grand domaine vital soit en chasse, soit à la recherche soit de sites de nidification : le Vautour fauve, l'Aigle royal, le Faucon pèlerin sont ainsi plus ou moins régulièrement observés sur le territoire concerné.

#### Zones naturelles d'intérêt écologique, faunistique et floristique

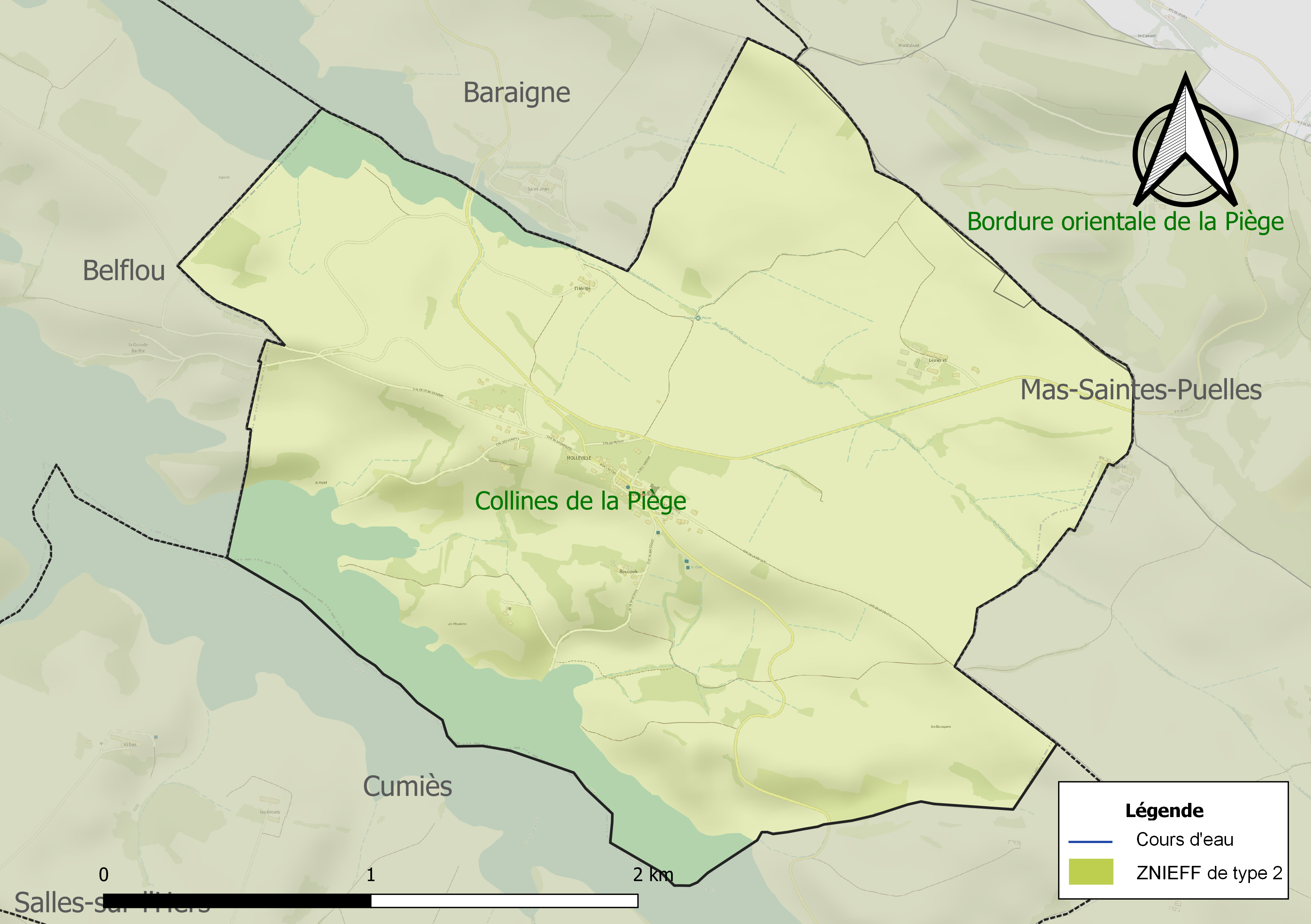
Carte de la ZNIEFF de type 2 localisée sur la commune.

L’inventaire des zones naturelles d'intérêt écologique, faunistique et floristique (ZNIEFF) a pour objectif de réaliser une couverture des zones les plus intéressantes sur le plan écologique, essentiellement dans la perspective d’améliorer la connaissance du patrimoine naturel national et de fournir aux différents décideurs un outil d’aide à la prise en compte de l’environnement dans l’aménagement du territoire.
Une ZNIEFF de type 2 est recensée sur la commune :
les « collines de la Piège » (27 918 ha), couvrant 40 communes dont 38 dans l'Aude et 2 dans la Haute-Garonne.

## Urbanisme

### Typologie
Au 1er janvier 2024, Molleville est catégorisée commune rurale à habitat dispersé, selon la nouvelle grille communale de densité à 7 niveaux définie par l'Insee en 2022.
Elle est située hors unité urbaine. Par ailleurs la commune fait partie de l'aire d'attraction de Toulouse, dont elle est une commune de la couronne,. Cette aire, qui regroupe 527 communes, est catégorisée dans les aires de 700 000 habitants ou plus (hors Paris),.

### Occupation des sols
L'occupation des sols de la commune, telle qu'elle ressort de la base de données européenne d’occupation biophysique des sols Corine Land Cover (CLC), est marquée par l'importance des territoires agricoles (90,5 % en 2018), en diminution par rapport à 1990 (97 %). La répartition détaillée en 2018 est la suivante : 
terres arables (89,4 %), eaux continentales (9,5 %), zones agricoles hétérogènes (1,1 %). L'évolution de l’occupation des sols de la commune et de ses infrastructures peut être observée sur les différentes représentations cartographiques du territoire : la carte de Cassini (XVIIIe siècle), la carte d'état-major (1820-1866) et les cartes ou photos aériennes de l'IGN pour la période actuelle (1950 à aujourd'hui).

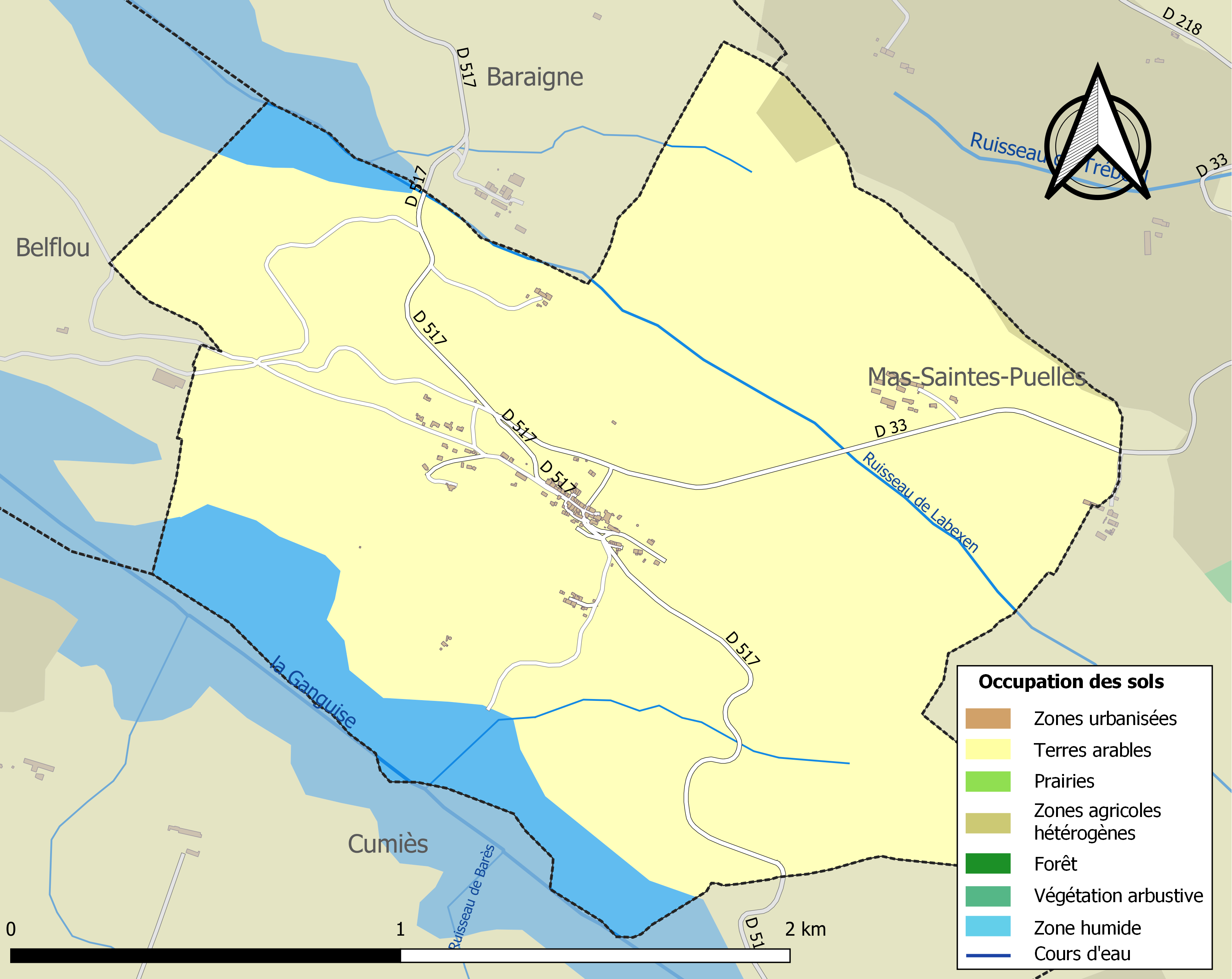
Carte des infrastructures et de l'occupation des sols de la commune en 2018 (CLC).

### Risques majeurs
Le territoire de la commune de Molleville est vulnérable à différents aléas naturels : météorologiques (tempête, orage, neige, grand froid, canicule ou sécheresse) et séisme (sismicité très faible). Un site publié par le BRGM permet d'évaluer simplement et rapidement les risques d'un bien localisé soit par son adresse soit par le numéro de sa parcelle.

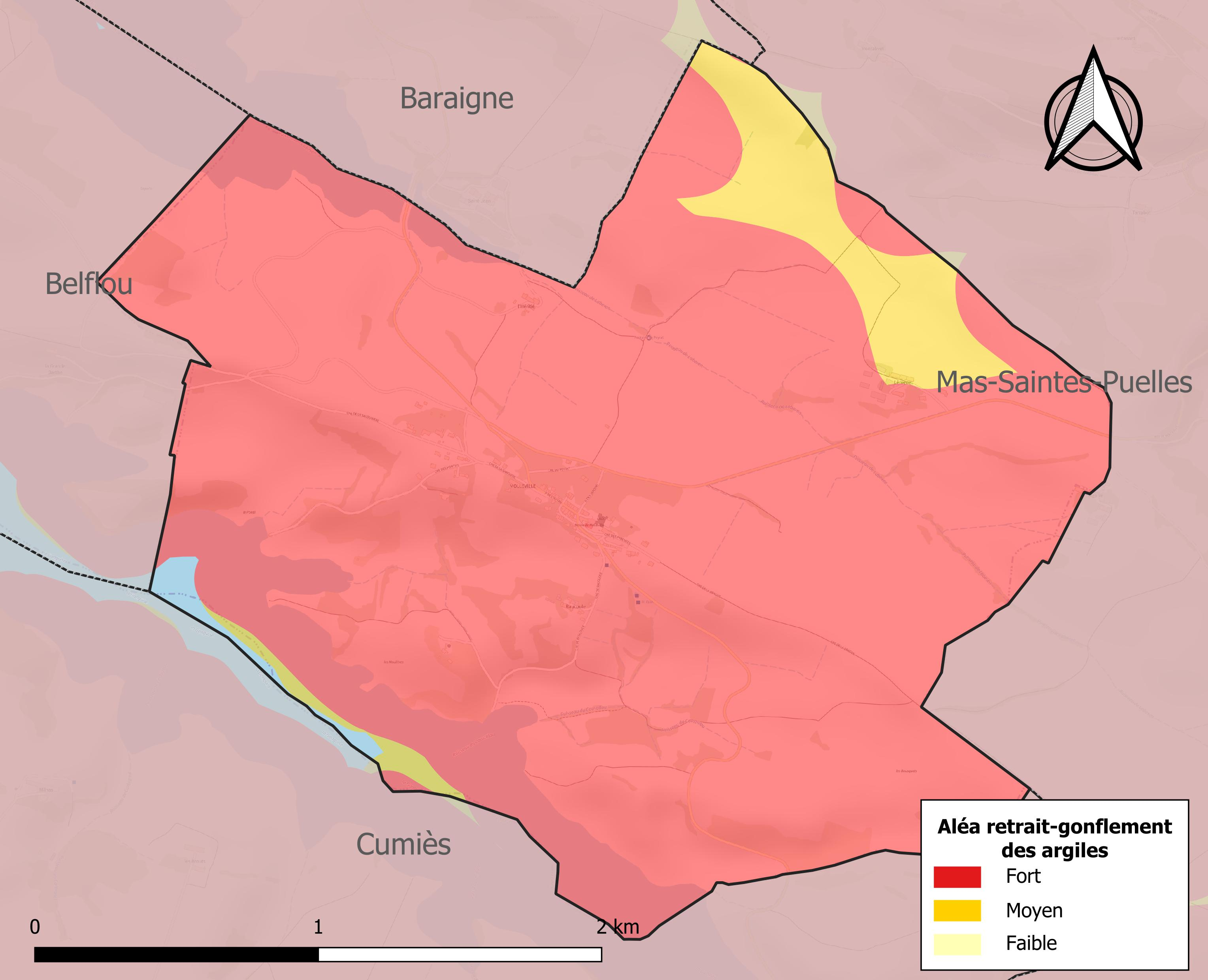
Carte des zones d'aléa retrait-gonflement des sols argileux de Molleville.

Le retrait-gonflement des sols argileux est susceptible d'engendrer des dommages importants aux bâtiments en cas d’alternance de périodes de sécheresse et de pluie. 99,5 % de la superficie communale est en aléa moyen ou fort (75,2 % au niveau départemental et 48,5 % au niveau national). Sur les 56 bâtiments dénombrés sur la commune en 2019, 56 sont en aléa moyen ou fort, soit 100 %, à comparer aux 94 % au niveau départemental et 54 % au niveau national. Une cartographie de l'exposition du territoire national au retrait gonflement des sols argileux est disponible sur le site du BRGM,.

## Histoire
Appartenant aux Bertrand de Molleville (famille noble comprenant notamment Antoine François Bertrand de Molleville), le château seigneurial du XIIIe siècle a été remanié aux XVIe siècle et XVIIIe siècle. Une église paroissiale gothique apporte du point de vue architectural, un contrepoids de légèreté face aux importantes et épaisses murailles de l'édifice flanqué de quatre tours d'angle carrées, où se voient des blasons de la famille.
Contrairement à bien des légendes propagées au palais des Tuileries pendant la Révolution française, ou par certains historiens, les Bertrand sont nobles et titrés. Ils sont seigneurs de Molleville, de Montels, de Quint, de Roquefère, de Villèle… et les descendants de plusieurs capitouls. Son père, Marc Antoine de Bertrand, est marquis de Montesquieu-Volvestre, La Bastide, Le Plan, Molleville.. Il fournit des preuves de noblesse en 1757 pour obtenir l’admission de l’un de ses fils dans l’ordre de Malte. Il est présent aux assemblées de la noblesse à Toulouse en 1789.
Antoine François Bertrand de Molleville fut ministre de la marine de Louis XVI, il fut mis en accusation avec DU PORTAIL ex-ministre de la guerre, DUPORT de la justice, TARBE des contributions, le même jour que BARNAVE et LAMETH - acte signé DANTON le nouveau ministre de la Justice le 29 août 1792.
Cet ancien ministre fut l'inventeur du sécateur qu'il introduisit en France à son retour en 1814[réf. nécessaire].

## Politique et administration

### Liste des maires
| Période                                  | Période  | Identité      | Étiquette | Qualité |
| ---------------------------------------- | -------- | ------------- | --------- | ------- |
| Octobre 2012                             | en cours | Gilbert Coste |           |         |
| mars 2001                                | 2012     | Jean-Luc Font |           |         |
| Les données manquantes sont à compléter. |          |               |           |         |

## Démographie
| 1793 | 1800 | 1806 | 1821 | 1831 | 1836 | 1841 | 1846 | 1851 |
| ---- | ---- | ---- | ---- | ---- | ---- | ---- | ---- | ---- |
| 146  | 159  | 165  | 167  | 165  | 171  | 194  | 198  | 198  |

| 1856 | 1861 | 1866 | 1872 | 1876 | 1881 | 1886 | 1891 | 1896 |
| ---- | ---- | ---- | ---- | ---- | ---- | ---- | ---- | ---- |
| 189  | 204  | 163  | 139  | 140  | 144  | 146  | 143  | 136  |

| 1901 | 1906 | 1911 | 1921 | 1926 | 1931 | 1936 | 1946 | 1954 |
| ---- | ---- | ---- | ---- | ---- | ---- | ---- | ---- | ---- |
| 131  | 103  | 115  | 110  | 111  | 111  | 97   | 87   | 89   |

| 1962 | 1968 | 1975 | 1982 | 1990 | 1999 | 2006 | 2008 | 2013 |
| ---- | ---- | ---- | ---- | ---- | ---- | ---- | ---- | ---- |
| 78   | 63   | 50   | 52   | 53   | 76   | 85   | 87   | 108  |

| 2018 | 2022 | - | - | - | - | - | - | - |
| ---- | ---- | - | - | - | - | - | - | - |
| 135  | 136  | - | - | - | - | - | - | - |

## Économie

### Emploi
| Division       | 2008   | 2013   | 2018   |
| -------------- | ------ | ------ | ------ |
| Commune        | 5,1 %  | 12,5 % | 7,3 %  |
| Département    | 10,2 % | 12,8 % | 12,6 % |
| France entière | 8,3 %  | 10 %   | 10 %   |

En 2018, la population âgée de 15 à 64 ans s'élève à 82 personnes, parmi lesquelles on compte 79,3 % d'actifs (72 % ayant un emploi et 7,3 % de chômeurs) et 20,7 % d'inactifs,. Depuis 2008, le taux de chômage communal (au sens du recensement) des 15-64 ans est inférieur à celui de la France et du département.
La commune fait partie de la couronne de l'aire d'attraction de Toulouse, du fait qu'au moins 15 % des actifs travaillent dans le pôle,. Elle compte 5 emplois en 2018, contre 8 en 2013 et 8 en 2008. Le nombre d'actifs ayant un emploi résidant dans la commune est de 59, soit un indicateur de concentration d'emploi de 8,5 % et un taux d'activité parmi les 15 ans ou plus de 61,9 %.
Sur ces 59 actifs de 15 ans ou plus ayant un emploi, 4 travaillent dans la commune, soit 7 % des habitants. Pour se rendre au travail, 91,5 % des habitants utilisent un véhicule personnel ou de fonction à quatre roues, 3,4 % les transports en commun, 1,7 % s'y rendent en deux-roues, à vélo ou à pied et 3,4 % n'ont pas besoin de transport (travail au domicile).

### Activités hors agriculture
4 établissements sont implantés  à Molleville au 31 décembre 2019.
Le secteur des autres activités de services est prépondérant sur la commune puisqu'il représente 25 % du nombre total d'établissements de la commune (1 sur les 4 entreprises implantées  à Molleville), contre 8,8 % au niveau départemental.

### Agriculture
|               | 1988 | 2000 | 2010 | 2020 |
| ------------- | ---- | ---- | ---- | ---- |
| Exploitations | 5    | 4    | 2    | 2    |
| SAU (ha)      | 267  | 237  | 191  | 381  |

La commune est dans le Lauragais, une petite région agricole occupant le nord-ouest du département de l'Aude,. En 2020, l'orientation technico-économique de l'agriculture  sur la commune est la culture de céréales et/ou d'oléoprotéagineuses. Deux exploitations agricoles ayant leur siège dans la commune sont dénombrées lors du recensement agricole de 2020 (cinq en 1988). La superficie agricole utilisée est de 381 ha,,.

## Culture locale et patrimoine

### Lieux et monuments
- Lac de la Ganguise (lac artificiel) ;
- Château de Molleville (XVIIIe siècle) ;
- Église Saint-Martin de Molleville, clocher mur (XVe siècle).

### Personnalités liées à la commune
- Antoine François Bertrand de Molleville (1744-1818), seigneur de Molleville, ministre de la marine de 1791 à 1792.

### Héraldique
| Blason de Molleville | Blason  | D’or au cerf de gueules, couché au pied d’un olivier de sinople, sur une terrasse du même, au chef d’azur chargé d’une étoile d’argent accostée de deux coquilles Saint-Jacques du champ. |
| Blason de Molleville | Détails | Le statut officiel du blason reste à déterminer. |

Le blason est celui de la famille Bertrand de Molleville.